# Constant Malva
 (juin 2015).
Si vous disposez d'ouvrages ou d'articles de référence ou si vous connaissez des sites web de qualité traitant du thème abordé ici, merci de compléter l'article en donnant les références utiles à sa vérifiabilité et en les liant à la section « Notes et références ».
Constant Malva de son vrai nom Alphonse Bourlard, né le 9 octobre 1903 à Quaregnon (Belgique) et mort le 15 mai 1969 à Saint-Josse-ten-Noode (Belgique), est un mineur et écrivain prolétarien belge.

## Biographie

### Jeunesse
Il naît à Quaregnon dans le Borinage en Belgique le 9 octobre 1903. En 1911, voulant fuir la misère de cette région, sa famille recherche du travail dans le Nord de la France, comme le font de nombreux Borains à la fin du XIXe et au début du XXe siècle.
Avec l'invasion allemande en 1914, ce sera l'exode dans plusieurs villes françaises, dont Rouen. Malva n'aura jamais son diplôme d'école primaire, mais un instituteur lui fait cadeau d'une grammaire qu'il gardera jusqu'à sa mort.
Après l'armistice, en 1919, alors qu'il a quinze ans, il devient mineur de fond comme son père, au charbonnage du Rieu du Cœur à Quaregnon.

### Trotskiste
En 1923, ses convictions l'incitent à adhérer au Parti communiste, dont il est exclu en 1928 à la suite de l'exclusion des trotskystes, dont Charles Plisnier. Il adhère ensuite au Parti socialiste révolutionnaire, de tendance trotskyste, sans vraiment militer, pour finalement se déclarer révolutionnaire indépendant en 1936.
Après des écrits dans le journal communiste Le Drapeau rouge, ses véritables débuts littéraires ont lieu en 1931. En 1932, à partir des souvenirs de sa mère, il écrit Histoire de ma mère et de mon oncle Fernand, qui grâce à l'entremise d'Henri Barbusse trouve un éditeur à Paris, Valois. Il choisit son pseudonyme pour signifier son pessimisme radical.
Malva fait ensuite partie du groupe Rupture qui rassemble les surréalistes du Hainaut. Il entre en contact avec des écrivains comme Achille Chavée, André Breton ou Albert Ayguesparse.
Il sera occupé dans différents charbonnages de sa région du Borinage. Mais en 1940, dégoûté par les conditions de travail et persuadé qu'il doit en sortir pour survivre, il quitte la mine volontairement.
« Il faut absolument que je me sauve de la mine (...) question de vie ou de mort. La silicose fait de terrible ravage dans nos rangs (lettre à René Bonnet). »

Quelques années plus tard, il écrira dans Un mineur vous parle : 
« Je ne sais ce que le sort me réservera demain, mais à moins qu'on m'y force le revolver dans la nuque, je ne descendrai plus dans la mine. »

### Misère et collaboration
Sans emploi, Malva connaît ensuite la misère : pour survivre et nourrir sa famille (il a deux enfants), il exerce divers petits métiers dont celui de concierge et d'homme à tout faire à Mons dans les locaux d'un syndicat collaborateur. Célébré par des intellectuels proches des nazis, Constant Malva est accueilli dans des revues qu'ils dirigent. Il écrit des contes et récits sur la mine publiés dans diverses revues contrôlées par la collaboration, ce qui lui permet d'éviter la déportation en Allemagne, mais lui vaudra d'être inquiété à la Libération.

La collaboration de Malva ne s'explique pas seulement par les contraintes financières, comme le montre l'historien Jean Puissant :
«  La nécessité n'explique pas seule ce cheminement, même si on voit mal Malva côtoyer à l'Union des travailleurs manuels et intellectuels (UTMI) des représentants de la bureaucratie syndicale qu'il haïssait avant-guerre et qui avaient répondu à l'appel de DeMan. Condamné par l'histoire, condamné par la société, Malva a durement payé pour des gestes, des paroles, somme toute mineurs. Il reste cependant à retenir un itinéraire qui a valeur d'exemple pour ces hommes qui, issus du monde ouvrier ou de la gauche, ont nourri de terribles illusions, même fugitives, sur le régime nazi et sur son comportement en territoire occupé.  »
Après la Seconde Guerre mondiale, qui s'est soldée pour lui par une condamnation judiciaire, Malva est miné par la maladie et déçu par l'évolution politique de la classe ouvrière. Il se détourne de toute activité militante et se plonge dans la réflexion et l'écriture, mais les ventes de ses livres sont faméliques. Sans succès ni reconnaissance, il constate sa déception d'avoir cru naïvement que « la Culture ne pouvait tout de même pas me laisser mourir de faim ». Il survit avec une maigre retraite de mineur.

### L'écrivain
Dans ses romans à caractère autobiographique, fortement marqués par la mine, il dénonce les conditions de vie pénibles des mineurs (qu'il appelait les « héros du sous-sol ») et décrit le choc entre les sociétés bourgeoise et ouvrière. La plupart de ses ouvrages sont des témoignages sur la condition ouvrière de l'époque, marqués par la dureté des rapports entre les hommes au travail et les difficultés de la survie au quotidien pour les familles les plus pauvres.
Pierre-Robert Leclercq, du quotidien Le Monde, commente à l'occasion d'une réédition d'œuvres en 2007 : « En s'écartant des poncifs, son style épouse l'authenticité de ses portraits et donne du mineur une image nullement romantique qui frappe le lecteur. »
Ma nuit au jour le jour, un journal de son année 1938, est le livre qui a connu le plus grand succès posthume, avec deux rééditions.

### Mort
Il meurt le 15 mai 1969 à Saint-Josse-ten-Noode (Bruxelles) des suites de la silicose (maladie du mineur), contractée durant l’entre-deux-guerres.

## Influences
Ses principales influences sont[réf. nécessaire] :
- Germinal d'Émile Zola
- Hôtel du Nord de Eugène Dabit
- Voyage au bout de la nuit de Céline

## Œuvres[3]
- 1932 : Histoire de ma mère et de mon oncle Fernand
- 1935 : Un propr' à rien
- 1937 : Borins
- 1940 : Un ouvrier qui s'ennuie
- 1942 : Un de la mine
- 1943 : Mon homme de coupe
- 1948 : Un mineur vous parle
- 1951 : Le Jambot, éditions du Frêne, 1951
- 1953 : Ma nuit au jour le jour, éditions des Artistes (Georges Bouyoux), coll. "Terres et visages", 1953 ; réédition par Maspero, 1978 ; réédition par les Éditions Labor, coll. Espace nord, 2001.
- 1954 : Mensuaires
- 1955 : La passion Marguerite
- 1985 : Correspondance (1931–1969), édition établie et annotée par Yves Vasseur, préface de Michel Ragon et postface de Jean Puissant, Bruxelles, éditions Labor, coll. « Archives du futur », 1985

Édition posthume :
- Vie de pauvres (1980)
- Le Brasier (1982)
- La nuit dans les yeux (1983)
- Choses et gens de la Bure et du Borinage (1985)
- Ramentevoir (1989)

## Hommage
Création le 10 mars 1980 du spectacle Ma nuit au jour le jour, d'après Constant Malva avec Roland Thibeau, Jean-Claude Derudder, Jacques Debock et Dolorès Oscari. Des extraits du spectacle seront publiés dans le disque (33 tours) Malva, également diffusé sur le troisième programme de la RTBF radio L'Autre parallèle le 14 juin 1980, et sur le deuxième programme de la RTBF radio Par les chemins du Hainaut le 4 juillet 1980.